# Wimpy
Wimpy SA – południowoafrykańska sieć restauracji typu fast food, oferujących głównie hamburgery, śniadania oraz dania obiadowe. Spółka jest częścią grupy Famous Brands.
Pierwszy bar Wimpy został otwarty w 1954 roku w Londynie. W 1967 roku w Durbanie powstał pierwszy lokal w Republice Południowej Afryki. W 1977 roku spółka została nabyta przez przedsiębiorstwo United Biscuits. Południowoafrykański oddział firmy został wówczas sprzedany spółce Bakers. W 1989 roku brytyjska część sieci została odsprzedana Grand Metropolitan, po czym rozpoczęto przekształcanie barów Wimpy w restauracje, również należącej do Grand Metropolitan, sieci Burger King. Rok później przy udziale spółki 3i przedsiębiorstwo zostało wykupione przez własną kadrę menedżerską. W 2007 roku spółka została nabyta przez grupę Famous Brands, która już od 2003 roku była właścicielem południowoafrykańskiej sieci Wimpy.
Obecnie, poza Republiką Południowej Afryki i Wielką Brytanią, sieć Wimpy działa w Angoli, Botswanie, Irlandii, Namibii oraz Zambii.